# Миносян, Григорий Павлович
Григорий Павлович Миносян (8 августа 2001, Майкоп) — российский футболист, нападающий киргизского клуба «Барс».

## Биография
Воспитанник ставропольского футбола. Свою карьеру начинал в «Смоленске», однако на профессиональном уровне дебютировал за «Муром», куда его позвал возглавивший эту команду бывший наставник смолян Олег Стогов. Наиболее успешно молодой форвард проявил себя в клубе «Биолог-Новокубанск», забив 14 голов. Из него он получил приглашение в ульяновскую «Волгу» из «серебряной группы» второй лиги. Позднее также выступал за команду «Лада-Тольятти».
Зимой 2025 года Григорий Миносян подписал контракт с коллективом киргизской Премьер-Лиги «Барс» (Каракол). Дебютировал в местной элите россиянин 5 марта 2025 года в проигранном гостевом матче против «Таланта» (0:3).